# Limosina karelica
Limosina karelica är en tvåvingeart som beskrevs av Papp 1979. Limosina karelica ingår i släktet Limosina och familjen hoppflugor. Inga underarter finns listade i Catalogue of Life.